# Блысков, Илия
Илия Блысков (болг. Илия Блъсков; 9 февраля 1839, Дылбоки, Османская империя (ныне Старозагорская область, Болгария) — 13 августа 1913, Шумен, Третье Болгарское царство) — болгарский писатель
, переводчик и театральный деятель. Один из основоположников болгарской повествовательной прозы.

## Биография
Сын библиотекаря. Брат будущего генерал-майора А. Блыскова
Воспитанник Д. Войникова, принимал участие в его школьных спектаклях.
C 1857 года — сельский учитель. Собирал и публиковал народные мысли, издал около 30 календарей с актуальными социальными проблемами, адаптировал народные сказки. В 1865 году по поручению отца издал роман «Похищенная Станка» (Изгубена Станка), в написании которого активно участвовал в качестве редактора Д. Войников, которое стало первым произведением в болгарской литературе преимущественно на сельскую тему, а также содержалась критика греческого духовенства в контексте борьбы за независимую Болгарскую церковь.
По повести И. Блыскова «Похищенная Станка» (Изгубена Станка) была написана популярная в 1870-х годах в Болгарии одноимённая пьеса, прославлявшая болгарских гайдуков и их героические подвиги. Эта пьеса в Болгарии была запрещена.
Написал ряд статей по истории болгарского театра.
Был похоронен в Шумене во дворе церкви Трёх Святителей. Могила сейчас утеряна.

## Избранные публикации

### Переводы
- «Тълкуванiе на десетте Божии заповеди» (1857)
- «Живот на светаго Ивана Предтеча и на светаго Игнатия Богоносца» (1863)

### Проза
Повести
- «Изгубена Станка» (1865)
- «Злочеста Кръстинка» (1870)
- «Жален спомен за лютите рани на България през година 1876» (1878)
- «Пиян баща убиец на децата си» (1879)
- «Двама братя» (1888)

Рассказы
- «Главчо» (1885)
- «Стоянчо» (1885)
- «Донка хубавица» (1886)
- «Хубава невеста Златка» (1887)
- «Пенчю» (1888)
- «Куцото учителче» (1883)
- «Нещастна Калинка» (1892)
- «Велчю» (1896)
- «Дядо Добри»
- «Поп Марко»

Другое
- Първо българско театро в Шумен, «Паметник», 1895, кн. III
- Материал по историята на нашето възраждание, Шумен, 1907.